# Atenagoras I (patriarcha Konstantynopola)
Atenagoras I, gr. Πατριάρχης Αθηναγόρας, urodzony jako Aristokles Spyrou (ur. 25 marca 1886 w Vasilikón, zm. 6/7 lipca 1972 w Stambule) – był 268. Patriarchą Konstantynopola od 1948 do 1972.

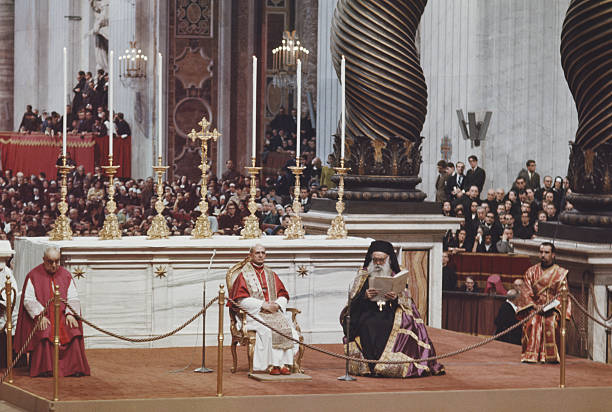
Atenagoras I z papieżem Pawłem VI (1897-1978) w Bazylice św. Piotra w Rzymie w 1967 r.

## Życiorys
Urodził się we wsi Vasilikón w Epirze, w rodzinie wiejskiego lekarza, z pochodzenia był Arumunem. W latach 1931–1948 stał na czele archidiecezji Ameryki.

Zapoczątkował dialog katolicko-prawosławny. Spotkał się z papieżem Pawłem VI w Jerozolimie, Stambule i Watykanie podczas trwania II soboru watykańskiego. Patriarcha i papież zdjęli z siebie ekskomuniki i rozpoczęli współpracę w celu przyszłego zjednoczenia Kościołów katolickiego i prawosławnego. Spotkał się też z arcybiskupem Canterbury, który jest prymasem „całej Anglii” i pierwszym biskupem Wspólnoty Anglikańskiej.

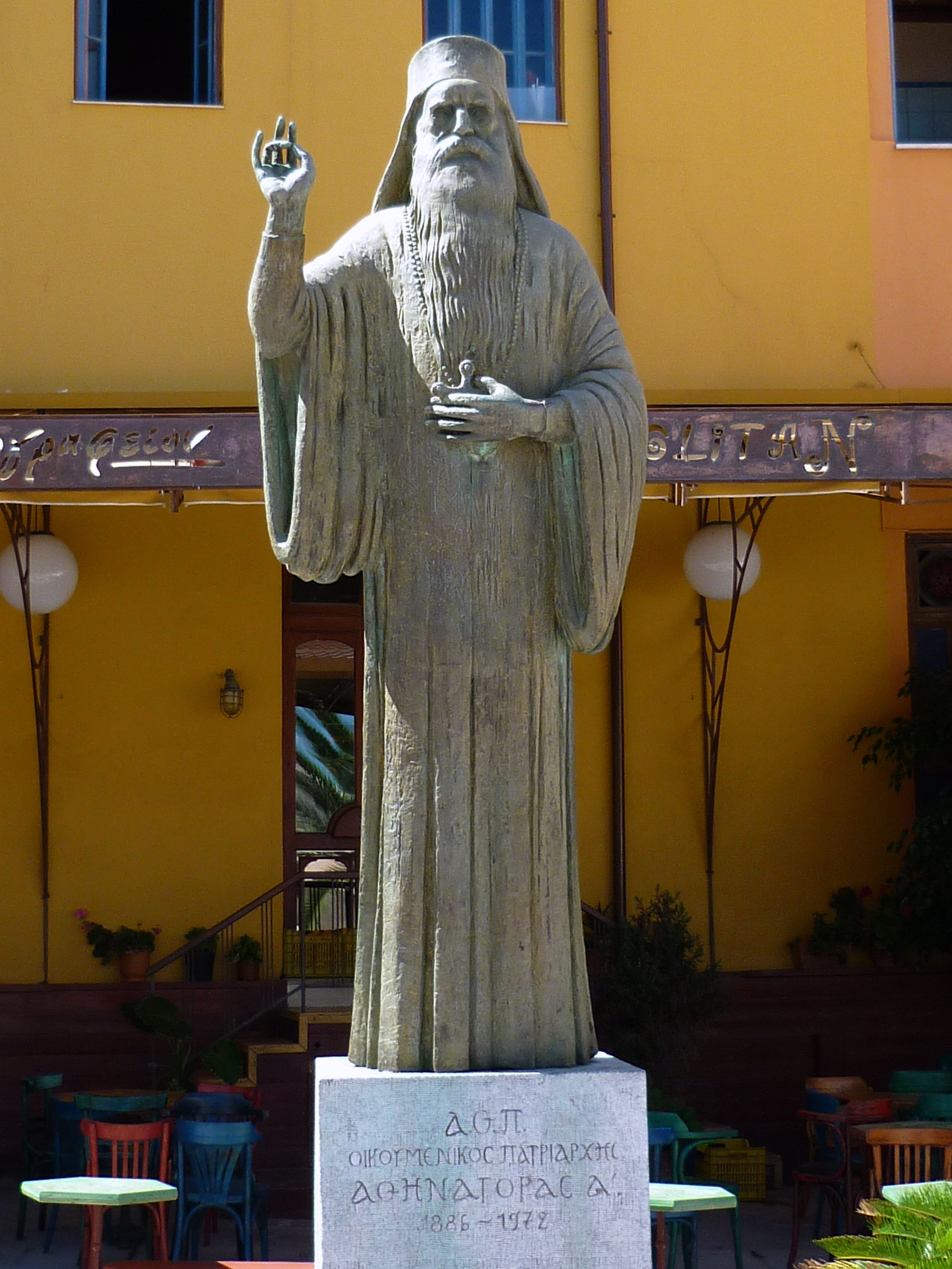
Pomnik arcybiskupa Atenagorasa I w Chanii